# Sparnopolius inornatus
Sparnopolius inornatus är en tvåvingeart som först beskrevs av Walker 1849.  Sparnopolius inornatus ingår i släktet Sparnopolius och familjen svävflugor. Inga underarter finns listade i Catalogue of Life.